# Kabinett Grolman
Das Kabinett Grolman bildete von 1820 bis 1829 die von Großherzog Ludwig I. berufene Landesregierung des Großherzogtums Hessen. Sie war die erste Regierung seit Annahme der Verfassung im Jahr 1820. 
| Amt                                                                                        | Name                            |
| ------------------------------------------------------------------------------------------ | ------------------------------- |
| Staatsminister, 1820–21/Präsident der vereinigten Ministerien, ab 1821, Inneres und Justiz | Karl Ludwig Wilhelm von Grolman |
| Äußeres und Großherzogliches Haus, Finanzen                                                | Karl du Thil                    |

Das Kriegsministerium war organisatorisch getrennt vom Gesamtministerium direkt dem Großherzog unterstellt. 
| Amt   | Name            |
| ----- | --------------- |
| Krieg | Georg von Falck |